# Robert Z. Leonard
Robert Zigler Leonard (Chicago, 7 oktober 1889 – Beverly Hills, 27 augustus 1968) was een Amerikaans filmregisseur.

## Levensloop
Zijn films The Divorcee (1930) en The Great Ziegfeld (1936) werden allebei genomineerd voor de Oscar voor Beste Regie. Enkel de laatstgenoemde film won de prijs. Van 1918 tot 1925 was hij gehuwd met filmster Mae Murray. Samen met haar richtte hij de filmstudio Tiffany Pictures op. Met die studio draaiden ze acht lange speelfilms voor MGM. Vanaf 1926 tot aan zijn dood in 1968 was hij getrouwd met actrice Gertrude Olmstead.

## Filmografie
- 1914: The Master Key
- 1915: Heritage
- 1915: Judge Not; or The Woman of Mona Diggings
- 1916: Secret Love
- 1916: The Crippled Hand
- 1916: The Love Girl
- 1916: Little Eve Edgarton
- 1916: The Plow Girl
- 1916: The Eagle's Wings
- 1917: On Record
- 1917: A Mormon Maid
- 1917: The Primrose Ring
- 1917: At First Sight
- 1917: Princess Virtue
- 1917: Face Value
- 1918: The Bride's Awakening
- 1918: Her Body in Bond
- 1918: Modern Love
- 1918: Danger, Go Slow
- 1919: The Scarlet Shadow
- 1919: The Delicious Little Devil
- 1919: What Am I Bid?
- 1919: The Big Little Person
- 1919: The Way of a Woman
- 1919: The Miracle of Love
- 1920: April Folly
- 1920: The Restless Sex
- 1921: The Gilded Lily
- 1921: Heedless Moths
- 1922: Peacock Alley
- 1922: Fascination
- 1922: Broadway Rose
- 1923: Jazzmania
- 1923: The French Doll
- 1923: Fashion Row
- 1924: Mademoiselle Midnight
- 1924: Circe, the Enchantress
- 1924: Love's Wilderness
- 1925: Cheaper to Marry
- 1925: Time, the Comedian
- 1925: Bright Lights
- 1926: Dance Madness
- 1926: Mademoiselle Modiste
- 1926: The Waning Sex
- 1927: A Little Journey
- 1927: The Demi-Bride
- 1927: Adam and Evil
- 1927: Tea for Three
- 1928: Baby Mine
- 1928: The Cardboard Lover
- 1928: A Lady of Chance
- 1929: Marianne
- 1930: The Divorcee
- 1930: In Gay Madrid
- 1930: Let Us Be Gay
- 1931: The Bachelor Father
- 1931: Five and Ten
- 1931: It's a Wise Child
- 1931: Susan Lenox (Her Fall and Rise)
- 1932: Lovers Courageous
- 1932: Strange Interlude
- 1933: Peg o' My Heart
- 1933: Dancing Lady
- 1934: Outcast Lady
- 1935: After Office Hours
- 1935: Naughty Marietta
- 1935: Escapade
- 1935: A Tale of Two Cities
- 1936: The Great Ziegfeld
- 1936: Piccadilly Jim
- 1937: Maytime
- 1937: The Firefly
- 1938: The Girl of the Golden West
- 1939: Broadway Serenade
- 1940: New Moon
- 1940: Pride and Prejudice
- 1940: Third Finger, Left Hand
- 1941: Ziegfeld Girl
- 1941: When Ladies Meet
- 1942: We Were Dancing
- 1942: Stand by for Action
- 1943: The Man from Down Under
- 1944: Marriage Is a Private Affair
- 1945: Week-End at the Waldorf
- 1946: The Secret Heart
- 1947: Cynthia
- 1948: B.F.'s Daughter
- 1949: The Bribe
- 1949: In the Good Old Summertime
- 1950: Nancy Goes to Rio
- 1950: Duchess of Idaho
- 1951: Grounds for Marriage
- 1951: Too Young to Kiss
- 1952: Everything I Have Is Yours
- 1953: The Clown
- 1954: The Great Diamond Robbery
- 1954: Her Twelve Men
- 1955: The King's Thief
- 1956: La donna più bella del mondo
- 1957: Kelly and Me